# Edmond Benoît-Lévy
Pour les articles homonymes, voir Benoit-Lévy.
Edmond Benoît-Lévy, né le 2 septembre 1858 à Paris, ville où il est mort le 9 mai 1929 en son domicile du 16e arrondissement,, est un avocat et écrivain juif français. Fondateur de la première revue corporative Phono-Ciné-Gazette (1905) et gérant de la véritable première salle de cinéma de Paris, l’Omnia Pathé, sur les grands boulevards (1906).

## Biographie
Oncle de Jean Benoit-Lévy et de Georges Benoit-Lévy, il est élève au lycée Charlemagne à Paris puis il s'oriente vers le développement du cinéma naissant au sortir d'études de droit qui le conduisent au métier d'avocat attaché à la cour d'appel de Paris.
Il est fondateur de la Société des beaux-arts et des amis de Paris.
Il est chevalier de la Légion d'honneur, officier de l'Instruction publique et chevalier du Mérite agricole.

## Histoire du cinéma
Grâce à la revue qu'il vient de créer, Phono-Ciné-Gazette, il lance, le premier ciné-club, utilisant la salle de l'Omnia-Pathé. En 1911, il fonde la « Société française du cinématographe » reprenant les buts du Ciné-club : « travailler au développement et au progrès du cinématographe à tous les points de vue ».

## Publications
- Sainte-Beuve et Mme Victor Hugo. Librairie des Presses Universitaires, Paris 1926.
- La jeunesse de Victor Hugo. Albin Michel, Paris 1928.
- Les misérables de Victor Hugo. Les grands événements littéraires, Edgar Malfère, Paris 1929.